# Rába-Balaton motorvonat
A Rába-Balaton motorvonat tervezése a győri Magyar Vagon- és Gépgyárban (MVG) 1956-ban kezdődött meg. Az első, kék-ezüst színezésű motorkocsi, mely a Rába-Balaton I. típusjelet kapta, 1959 végére készült el. A motorkocsi a Bamot 701 pályaszámon tett sikeres vizsgát. Egy további motorkocsi és két mellékkocsi is elkészült – az első motorkocsihoz hasonlóan a gyár saját költségén – 1961-ben. A formatervező Karmazsin László volt. A második, Rába-Balaton II. típusként jelölt és Bamot 702 pályaszámot kapott motorkocsi – melynek tervezésekor a lengyel PKP igényeit is figyelembe vették – több részletében is különbözött a 701-estől: a Bamot 701 pályaszámú jármű homlokátjáróval és ennek megfelelő kisméretű vezetőfülkével, míg a Bamot 702 homlokátjáró nélkül, teljes szélességű vezetőfülkével készült. A fehér, piros csíkos 702-es a lengyel vasutakra jellemző nagyméretű homlokfényszórókat kapott. A Bamot 701-et MÁV 1963-ban vette véglegesen át.

## Története
A MÁV az 1960-as évekre tovább kívánta bővíteni mellékvonalain a motoros vontatást. Ehhez továbbra is a motorkocsit tartották a legcélszerűbb eszköznek, miközben a régi Ganz-járművek lecserélésének gondolata is felmerült.
Sónyi Gusztáv mérnök írása a Rába győri gyárának üzemi lapjában jelent meg 1956. június 28-án "Tervezzünk alumíniumból épülő motorvonatot"! címmel. Hamarosan el is készült a motorvonat előterve, majd 1958-59-ben elkezdték a gyártást.
Az eredeti elgondolás (négyrészes, zárt, csuklós motorvonat) két motorkocsiból és két közbülső pótkocsiból álló szerelvényre változott. A kocsiszekrények alapanyaga is módosult: csupán két pótkocsi szekrénye épült alumíniumból. Az első motorkocsi 1959. december 15-én indult próbaútra. A jármű a Bamot 701-es pályaszámot viselte, és 1960. október 19-én, Mosonmagyaróvár és Győr között tett eredményes műtanredőri próbát. Közben javában folyt a Rába-Balaton II. motorkocsi, valamint a két pótkocsi gyártása. Az eltelt kilenc hónap során a 701-es 7600 kilométert futott.
A következő év tavaszán, a lipcsei vásáron kiállították az elkészült két alumínium mellékkocsit, amely komoly elismerést aratott. Még el sem készült a második motorkocsi - a tervezésnél a lengyel vasútkívánságait is figyelembe vették -, amikor 1961 júliusában engedélyezték a Rába-Balaton motorvonat nullszériájának gyártását. Ez a változás külsőleg a bal oldali vezetőállás feljáró ajtóban, valamint a homlokjáró ajtó hiányában különbözött a prototípustól. Közben az első motorkocsi és a két pótkocsi a Tapolca-környéki vonalakon megkezdte szolgálatát. 1961 októberében már a második motorkocsi, a 702-es is a házi próbákat végezte, és hamarosan csatlakozott az észak-balatoni forgalomban dolgozó társához. A 701-es motorkocsit 1963 februárjában adták át a MÁV-nak. Az időközben készülő Rába-Balaton III. terveit be sem fejezték, hanem rögtön a továbbfejlesztett Rába-Balaton IV. motorvonat terveit dolgozták ki az az ajánlatig, hiszen a MÁV kétszáz ilyen járműre tartott volna igényt. Utóbbit a prototípus motorkocsik tapasztalatai alapján tovább fejlesztett vonatnak, elsősorban a régi Ganz AB-k kiváltására szánták, és ekkor még arról is szó volt, hogy a járművek a KGST-országok vaspályáin is megjelenhetnek.
Nevükkel ellentétben a Rába-Balaton motorvonatok nem a Győr-Balaton forgalmat látták el, hanem a tó északi és nyugati partján személy- és gyorsvonatként közlekedtek, de jártak például Szentgotthárdra is. A GYSEV-nél elsősorban nem saját szerelvénnyel, hanem két- vagy négytengelyes személykocsikkal, vagy éppen szólóban közlekedtek a fővonalon és a Fertővidéki HÉV (FHÉV) vonalán. A régi két- és öttengelyes Ganz-motorkocsik helyét az 1980-as évektől vették át az osztrák vonalon. Az 1990-es években Bécs felé bevezetett ütemes menetrend miatt az egyik motorkocsi szólóban, vagy az egyik mellékkocsival elsősorban az FHÉV megmaradt részén közlekedett. A 702-est 1995-ben a dunakeszi járműjavítóban szalonkocsivá alakították át, zöld-sárga színűre fényezték, de ebben a köntösben csak ritkán közlekedett. A kocsik fővizsgája lejárt, egy tolatás közben alvázsérülést szenvedett, valamint az 5046-os és 5146-os, majd az 5047-es és 5147-es motorkocsi üzembe állítása miatt végül a motorvonat összes járművét kivonták a forgalomból.
A két motorkocsi a vasúttörténeti parkban látható, a 701-est 2005-ben felújították, üzemképessé tették. A mellékkocsik Győrben maradtak: az egyikben vendéglőt nyitottak, a másikban a Rába-gyár kiállítása kapott helyet.

## Felépítése

### Járműszerkezet
A teherviselésben az alváz és a szekrényváz, mint egységes szerkezet vesz részt. A szekrények hidegen hajlított profilokból állnak, melyeket elektromos ívhegesztéssel rögzítettek egymáshoz. Az oldalfalburkolat 2 mm, a tetőburkolat 1,5 mm vastag réztartalmú acéllemez. Az alvázon vannak elhelyezve a motorok, a hajtóművek, a segédgépkeretek, az olajtartályok, az akkumulátorszekrények és a légtartályok. Az ütközőkészülék a homloktartóba beépített, nem átmenő, 450 kN vonóerő felvételére alkalmas, a csavarkapocs 600 kN-ra méretezett. Az oldalsó ütközők 500–500 kN ütközőerőt viselnek el. A padlózat alapja hullámosított acéllemez. A kerékpárok 920 mm futókör-átmérőjűek, önbeálló, szférikus görgőscsapágyazásúak. A szoros csapágyvezetés Schlieren-rendszerű. Mind a primer- mind a szekunder rugózás csavarrugós. A lengéscsillapítók hidraulikusak. A forgóvázkeretre erősítették fel a fékhengert. Az ablakok vízszintesen osztott kivitelű, leereszthető felső részű előre gyártott könnyűfém szerkezetű ablakok. Az ablaküveg 5 mm vastag edzett üveg. Az ajtók alumíniumból készültek, fix ablakkal.

### Utastér
A fűtésre a motorok hűtővize szolgál, a meleg átadást bordázott acélcsövek végzik. A szellőzést szívó hatású tetőszellőzők biztosítják. A padlólemezre 18–20 mm vastag erdeifenyő-padló, arra 10 mm vastag expandált parafaréteg, végül egy 3,5 mm vastag Igelit-lap került. Az oldalfal- és mennyezetburkolat rétegelt falemezre ragasztott műanyaglemez. A lemezburkolatok belsejét azbeszttel szórták be, valamint a belső és külső burkolat közötti hézagokat hőszigetelő anyaggal töltötték ki. Az utasterek fénycső világításúak. Az ülések könnyű kivitelűek; az ülőlapok, kar-, fej- és háttámok laticelpárnázással, és eredetileg műbőrbevonattal készültek.

### Gépi berendezés
A motorkocsik alá eredetileg két-két Ganz-MVG 6 JSH 13,5/17 típusú dízelmotort építettek, mely a jól bevált Ganz-Jendrassik 6 JaR 135/185 típus továbbfejlesztett, fekvő hengerelrendezésű változata volt. A motorok állandó töltésű hidraulikus tengelykapcsolón keresztül egy-egy Wilson-rendszerű bolygókerekes négyfokozatú sebességváltón át hajtották a hozzájuk közelebb eső forgóváz belső tengelyét. A jármű levegőellátását 2 db, 8 bar végnyomást biztosító Ganz F típusú dugattyús légsűrítő biztosítja.

## Üzeme a MÁV-nál
A motorvonatok forgalomba állításuk után Tapolcára kerültek és a Keszthely–Tapolca vonalon közlekedtek. A járművek dízelmotorja és sebességváltója azonban nem vált be.

## Átalakítás
A motorkocsik nem nyerték el a MÁV tetszését. Sikertelenségükben vélhetően a kétmotoros kivitel is szerepet játszott, mivel a MÁV korábban kedvezőtlen tapasztalatokat szerzett a Camot 315–316 pályaszámú motorkocsi kettős gépezetével. Az MVG (illetve akkor már Rába), 1967-ben átalakította a járműveket. Belső berendezésüket és külsejüket is a lehető mértékig egységesítették – módosultak a homlokfényszórók, a Bamot 701 is teljes szélességű vezetőállást kapott és ezzel együtt megszüntették a homlokátjárókat – noha a WC-k száma és az ülőhelykapacitás végig eltérő maradt. Az eredeti eltérések a járművek külsején sem szüntették meg teljesen és ennek köszönhető, hogy a két jármű a mai napig is könnyen megkülönböztethető: a Bamot 701 vezetőfülke-ajtajai a menetirány szerinti jobb- míg a Bamot 702-esé a bal oldalon található, továbbá a végzártárcsa-tartók elhelyezése is eltérő. A gépi berendezéseket is kicserélték Rába-MAN D 2156 HM6U típusú dízelmotorra, Voith 436 TD típusú, állandó töltésű hidraulikus tengelykapcsolóra és hidromechanikus Voith Diwabus 506 U + S típusú hajtóműre. A járművek igen elegáns, vörös-szürke-fekete-fehér színezést kaptak. A motorkocsikba épített főgépcsoportok a Rába tulajdonában maradtak.

## A MÁV motorkocsi-pályázata
Közlekedés- és Postaügyi Minisztérium 1967. január 14-én, kis tengelyterhelésű mellékvonali dízelmotorvonatokra ajánlatkérést küldött a Ganz–MÁVAG-nak és a Rába Magyar Vagon- és Gépgyárnak. A győri üzem, mely ekkor már a Rába-Balaton III. típus tervein dolgozott, azt félbehagyva elkészítette a MÁV igényeinek megfelelő Rába-Balaton IV. típust, melyet hozzá tartozó mellékkocsikkal együtt kínált a vasútnak. A vasút szakemberei azonban végül a versenytárs Ganz–MÁVAG MDmot típusát választották.

## További pályafutásuk
A sorozatgyártás így tehát elmaradt. A két motorkocsi 1968. február 3-tól kölcsönbe a GYSEV-hez került, ahol a Győr–Sopron-vasútvonal gyors- és sebesvonatait továbbították. A GYSEV 1970-ben véglegesen is megvásárolta a járműveket: a vonatokért mind a MÁV-nak, mind a győri gyárnak 2–2 millió forintos vételárat fizetett. Megállapodtak abban, hogy a karbantartást a gyár végzi és a nagyjavítások költségét a MÁV viseli. A járművek színezése nem változott, mindössze a homlokon lévő fehér szárnyaskerékben elhelyezett vörös csillagot távolították el, hogy Ausztriában is közlekedhessenek. Később a csillaggal azonos méretű kör alakú "GYSEV"-felirat került a helyére. A két motorkocsi 1971-től a Bzmot típus 1981-es beszerzéséig a Fertővidéki Helyiérdekű Vasút osztrák vonalának forgalmának túlnyomó részét bonyolította le. A Bamot 701 pályaszámú motorkocsi volt, mely feldíszítve búcsúztatta Fertővidéki HÉV megszüntetésre ítélt Fertőszentmiklós–Celldömölk szakaszát. A Bzmot motorkocsik megjelenése után a GYSEV Sopron–Ebenfurt szakaszán közlekedő személyvonatainak továbbítását vette át. A személyvonat általában egy szóló motorkocsiból állt, melyhez naponta egy alkalommal egy osztrák kéttengelyes, egyik végén nyitott peronos, poggyásztérrel is rendelkező motormellékkocsiját csatolták, mely közvetlen kocsiként Felsőpulya/Oberpullendorf–Ebenfurt között közlekedett. A motorkocsik 1987-ben a GYSEV új dizájnja szerinti vérnarancs–sárga színezést kaptak. Az újrafestéskor „Bamot” sorozatmegjelölés helyett tévesen a „Ba” sorozat került felfestésre. A különbség ott van, hogy míg a „Bamot” sorozat másodosztályú négytengelyes motorkocsit takar, addig a „Ba” csak másodosztályú négytengelyes személykocsit. A motorkocsik néhány esetben egy-egy Rába-Balaton mellékkocsit (lásd lejjebb) vagy hagyományos, 20-27 Bhv, illetve 81-27 BDh típusú személykocsit is továbbítottak. A Bzmot motorkocsik 1989-es, MÁV részére történt átadása után a motorkocsik visszakerültek a Fertővidéki HÉV-re, az ebenfurti személyvonatokat fokozatosan V43 sorozatú mozdonyból és 1 db (néha 2 db) személykocsiból álló szerelvények váltották fel.
A járműveket az 1990-es évek közepén az ÖBB-től használtan beszerzett 5046 és 5146 sorozatú motorkocsikból és 6546 sorozatú vezérlőkocsikból álló szerelvények, majd az új 5047 és 5147 sorozatú motorkocsik váltották fel. A Bamot 702-t különcélú motorkocsivá alakították, ezzel egyidejűleg zöld-sárgára fényezték és új hajtómű beépítésével az engedélyezett legnagyobb sebességét 100 km/h-ra növelték. A Bamot 701-est félreállították és 1997. július 2-án Győrbe, a Rábához került. Szerencsére a jármű szétbontása elmaradt, ehelyett 2005-ben Pécsen és Ferencvárosban felújították és üzemképessé tették. A sokak szerint a típus legelegánsabb, vörös-szürke-fekete-fehér színezését visszanyert Bamot 701 a nosztalgiajármű-állomány tagja. Viszonylag gyakran láthatjuk nosztalgia-különvonatként közlekedve, szabadidejében pedig a Magyar Vasúttörténeti Parkban megtekinthető.

## Alumínium mellékkocsik

### Járműszerkezet
A motorkocsikhoz két darab, akkor újdonságnak számító szerkezetű, alumíniumötvözetből (Nautál 27 (AlMg 4,5)) nagyobb részben szegecseléssel (mivel megfelelő hegesztőberendezés nem állt még rendelkezésre), kisebb részben argongázas ívhegesztéssel készített motormellékkocsi is készült, az egyik 2. osztályú, a másik 1. osztályú kivitelben. A kocsik tartószerkezete 3–5 mm vastag hengerelt, hidegen hajlított lemezből készült. Az oldalfalak 2 mm, a tetők 1,5 mm vastag lemezekből áll. A kocsi padlója hullámlemez, melyre kéregpapír-, parafa- kéregpapír, és Igelit-, illetve linóleumréteg került. Az ütközők szintén könnyített kivitelű, acél-alumínium szerkezetű. A kocsik külső felületének nagy részét eredetileg sem festés, sem lakkozás nem fedte, így az ablakok vonalában sötétkék színű volt. A forgóvázak acélból készültek, a kerékpár a tömegcsökkentés érdekében üreges tengelyűek. A forgóvázak csapágyvezetése Schlieren-rendszerű. A primer és szekunder rugózás is csavarrugós.

### Utastér
A belső burkolat többrétegű enyvezett falemezre ragasztott műanyaglap.
A 2. osztályú mellékkocsi egy 32 ülőhelyes és egy 48 ülőhelyes utasteremmel rendelkezett, a kocsi két végén egy-egy WC-helyiséggel. Az 1. osztályú mellékkocsiban egy 23 és egy 30 ülőhelyes utastermet alakítottak ki, a kocsi egyik végén a két WC-fülke, a másik végén a 4 ülőhelyes bár volt elhelyezve. Az ülésosztás mindkét kocsinál 1700 mm volt. Az utasszakaszok közti válaszfalak szervesüvegből készültek fémkerettel, az itteni lengő-átjáróajtókkal együtt. Mind az első- mind a másodosztályú ülések fej- és kartámmal szereltek. A bárhelyiségben egy négykörívű bárasztal osztja a teret kiszolgáló-raktározó- és utashelyiségre. Az első osztályú kocsi előtere szürke, textilmintás, az utasterek fala világos diószínű és dióutánzat, a mennyezet-hajlat nápolyi sárga, a tető fehér színű borítást kapott. A ülések textilbevonata palakék, a felhajtható asztalkák vörösek. A bárhelyiség fényesfekete, levendulakék és vörös falrészekkel. A fogyasztói térben a fal habosjávor-utánzat.
A másodosztályú kocsi előtere világos almazöld, fröcskölt mintás, az utastér habosjávor utánzat, a mennyezet-hajlat nápolyi sárga, a tető fehér színű borítást kapott. Az ülések sötét cinóverzöld műbőrbevonatúak, szürkés almazöld pettyekkel, a kartámok feketék. A WC-k szintén formatervezettek voltak, rejtett csövekkel és szerelvényekkel. A mosdókagyló cinóbervörös PVC-ből készült.

### Gépészet
A kocsik fűtését kocsinként két-két Ikalor típusú 10 000 kcal/h óra teljesítményű, 500 m³/h frisslevegő-szállítóképességű gázolajtüzelésű légfűtőberendezés biztosította. A fűtőberendezés nyáron nyomószellőzőként üzemelhetett. A járművek villamos berendezéseit a kerékpártengely-végről kúpkerékhajtással kardántengellyel hajtott egy (2. osztályú kocsi) vagy két (1. osztályú kocsi) 2,2 kW-os dinamó táplálta, az akkumulátorok kapacitása 230, illetve 115 Ah. A világítás fénycsöves, az 1. osztályú kocsi pluszfogyasztója a bár eszpresszógépe és főzőlapja.

### Pályafutásuk
1967-ben a mellékkocsik is a motorkocsikkal azonos vörös-szürke-fekete-fehér színezést kaptak, majd a motorkocsikkal együtt ezek a járművek is a GYSEV-hez kerültek, ahol már kizárólag első osztályúként, bárrész nélkül közlekedtek. A 60 43 89-29 000 és 001 pályaszámú mellékkocsik az átépítés során a nyitott homlokátjárók helyett zárt kivitelűeket kaptak. A kocsikat viszonylag ritkán használták, többnyire egy tárolóvágányon félreállítva tárolták őket. Az 1980-as évek végén a motorkocsik hasonló új színezést kaptak, ekkortól viszonylag gyakrabban közlekedtek a Fertővidéki HÉV-en, illetve a Sopron–Ebenfurt vonalon, ez utóbbin gyakran V43 sorozatú mozdonnyal vontatva.